# Craig Smith
Craig Smith (Inglewood, California; 10 de noviembre de 1983) es un exjugador de baloncesto estadounidense que disputó 6 temporadas en la NBA. Con 2,01 metros de altura, jugaba de ala-pívot

## Carrera

### Universidad
Antes de dar el salto a la Universidad, Craig estuvo en el instituto de Worcester Academy en Worcester, Massachusetts. De ahí pasó al Boston College, donde Craig completó el ciclo universitario de 4 años. En su primer año tuvo un rendimiento muy interesante que le sirvió para consolidarse en el equipo como la máxima figura.
Como sophomore, en la 2003-04 firmó unos fantásticos 16,9 puntos y 8,3 rebotes. En la 2004-05 mejoró sensiblemente, 18 puntos y 8,5 rebotes y en su temporada sénior se salió con 17,6 puntos, 9,4 rebotes, 3 asistencias, 1,2 robos y casi un tapón de media. Finalizó su aventura en Boston College con 2.349 puntos, sólo superado en la clasificación histórica de anotadores por Troy Bell.

### Profesional

#### NBA
Sin embargo, su buena carrera en la NCAA no le valió un sitio en 1.ª ronda del draft de 2006, y su elección tuvo que esperar hasta el puesto 36, donde lo escogió Minnesota Timberwolves. Pero caer en 2.ª ronda no fue óbice para que Craig gozará de una primera exitosa temporada en la liga. Rentabilizó al máximo sus minutos y acabó con 7.4 puntos y 5,1 rebotes en poco más de 18 minutos. Con los Wolves sin opciones de playofs, gozó de muchos más minutos en el mes de abril, donde promedió 11.3 puntos y 8.1 rebotes.
Sorprendió por la tremenda capacidad reboteadora para un hombre que supera los 2 metros raspados y que aguanta 123 kilos de peso, volumen que utiliza para ganar la posición en la pintura. Al final de la temporada regular, fue nombrado en el segundo mejor quinteto de rookies.
Tras tres temporadas en Minnesota, el 20 de julio de 2009, fue traspasado a Los Angeles Clippers junto con Sebastian Telfair y Mark Madsen a cambio de Quentin Richardson.
Después de dos años en Los Ángeles, el 16 de diciembre de 2011, fichó por Portland Trail Blazers hasta final de temporada.

#### Resto del mundo
[actualizar]

## Estadísticas de su carrera en la NBA

### Temporada regular
| Año     | Equipo        | PJ  | PT | MPP  | %TC  | %3P  | %TL  | RPP | APP | ROB | TPP | PPP  |
| ------- | ------------- | --- | -- | ---- | ---- | ---- | ---- | --- | --- | --- | --- | ---- |
| 2006-07 | Minnesota     | 82  | 5  | 18.7 | .531 | .000 | .624 | 5.1 | .6  | .6  | .2  | 7.4  |
| 2007-08 | Minnesota     | 77  | 11 | 20.1 | .563 | .000 | .665 | 4.6 | .8  | .5  | .2  | 9.4  |
| 2008-09 | Minnesota     | 74  | 31 | 19.7 | .562 | .000 | .677 | 3.8 | 1.1 | .4  | .3  | 10.1 |
| 2009-10 | L.A. Clippers | 75  | 2  | 16.4 | .569 | .200 | .635 | 3.8 | 1.1 | .4  | .3  | 7.8  |
| 2010-11 | L.A. Clippers | 48  | 0  | 12.2 | .553 | .000 | .735 | 2.4 | .6  | .3  | .1  | 5.4  |
| 2011-12 | Portland      | 47  | 0  | 9.9  | .504 | .000 | .717 | 2.3 | .4  | .3  | .1  | 3.3  |
| Total   | Total         | 403 | 49 | 16.9 | .553 | .037 | .661 | 3.9 | .8  | .5  | .2  | 7.6  |